# Venturia compressa
Venturia compressa är en stekelart som beskrevs av David B. Wahl 1984. Venturia compressa ingår i släktet Venturia och familjen brokparasitsteklar. Inga underarter finns listade i Catalogue of Life.